# Рига 2000
«Рига-2000» (латыш. HK Rīga 2000) — хоккейный клуб из латвийского города Рига. Основан в 2000 году. Расформирован в 2009 году в связи с объединением с клубом «Юниорс», фарм-клубом рижского «Динамо».

## История
В 2000 году команда впервые приняла участие в Латвийской хоккейной лиге и выиграла её. В том же году клуб принял участие в Восточно-европейской хоккейной лиге, где занял седьмое место. В 2004 году клуб был заявлен в Белорусскую хоккейную лигу, а в следующем сезоне завоевал бронзу чемпионата. В 2008 клуб снова принял участие в лиге, заняв 11-е место. В следующем году было принято решение расформировать клуб с переводом части состава в клуб «Юниорс».
3 ноября 2004 года во время матча рижан с минским «Динамо» Сергею Жолтоку внезапно стало плохо. По пути в раздевалку он скончался от сердечного приступа. В память о Жолтке в команде за ним был навечно закреплён 33-й номер.

## Достижения
- Латвийская хоккейная лига:
  - Победители (5) : 2000, 2003, 2004, 2005, 2006
  - Серебряный призёр (2) : 2001, 2002
  - Бронзовый призёр (2) : 2007, 2008

- Восточно-европейская хоккейная лига:
  - Серебряный призёр (1) : 2001

- Белорусская экстралига:
  - Бронзовый призёр (1) : 2005